# ميخائيل هيلي
ميخائيل هيلي هو سياسي أسترالي، ولد في 3 أغسطس 1964 في سيدني في أستراليا. نشط حزبياً في حزب العمال الأسترالي. وقد انتخب عضو المجلس التشريعي لولاية كوينزلاند ‏ عن دائرة كيرنز ‏ (25 نوفمبر 2017 – ).